# Oscar Cantoni
Oscar Cantoni (Lenno, 1. rujna 1950.) talijanski je prelat Katoličke Crkve koji je od 2016. biskup Coma. Prethodno je bio biskup Creme od 2005. do 2016. godine.
U svibnju 2022. papa Franjo najavio je da će Cantonija imenovati kardinalom 27. kolovoza 2022. godine. Papa Franjo ga je imenovao svećenikom kardinalom dodijelivši mu naslov Santa Maria Regina Pacis a Monte Verde.